# 夏洛特·道森
夏洛特·道森（英語：Charlotte Dawson，1966年4月8日—2014年2月22日），是一名新西兰-澳大利亚电视主持人、模特和社会活动家。她以担任《澳洲铁拳新人王》主持人、以及《澳洲超模新秀大赛》裁判著名。
她出生于新西兰的奥克兰，16岁在欧洲、美国担任模特。1999年，嫁给奥林匹克游泳运动员斯科特·米勒。2000年两人离婚。2012年，她开始患有抑郁症，并在同年8月尝试自杀。2014年，她在家中自縊身亡。
新西兰总理约翰·基对她的死亡感到震惊和悲伤。